# Pony Express (romanzo)
Pony Express è il primo romanzo di Giampaolo Spinato, pubblicato nel 1995 per Einaudi, è stato finalista al Premio Bergamo nel 1996.

## Trama
Un ragazzo che non trova un futuro va piano piano alla deriva e si barrica in casa, in preda a manie depressive. Finché un giorno risponde a una telefonata. L'interlocutore lo chiama Delta 1, gli parla di consegne urgenti, di strade piene di neve (è l'inverno '84-85, quello della grande nevicata a Milano), gli dice che gente come lui non può tirarsi indietro nei momenti difficili. Il fatto è che lui non è Delta 1 e non ha mai fatto il Pony Express. Ma non ha il tempo di spiegarsi e poi, in effetti, è incuriosito: la telefonata è l'occasione per uscire dall'abulia. Alla fine decide di tirare fuori il suo vecchio motorino e cercare di spacciarsi per Delta 1. Il gioco sullo prime è divertente, apre tutto un mondo sociale e professionale non ancora raccontato da vicino: stakanovisti della consegna, infreddoliti immigrati africani, variopinto sottobosco giovanile. Ma è anche un gioco pericoloso, che si farà sempre più angosciante. Chi era il vero Delta 1? Chi lo bracca e perché? Attraverso le pagine di un diario che passa di mano in mano, il romanzo diventa un colloquio cifrato e frammentario di due ragazzi in fuga, un delirio in cui le identità dei protagonisti si frantumano in una serie di incubi.

## Edizioni
- Giampaolo Spinato, Pony Express, collana I Coralli, Giulio Einaudi Editore, 1995,  p. 134, ISBN 978-88-06-13849-3.